# Prosorhochmus subterraneus
Prosorhochmus subterraneus är en djurart som tillhör fylumet slemmaskar, och som beskrevs av Friedrich 1949. Prosorhochmus subterraneus ingår i släktet Prosorhochmus och familjen Prosorhochmidae. Inga underarter finns listade i Catalogue of Life.